# الرصعة (وشحة)

تعديل مصدري - تعديل

الرصعة هي إحدى قرى عزلة بني هني بمديرية وشحة التابعة لمحافظة حجة، بلغ تعداد سكانها 827 نسمة حسب تعداد اليمن لعام 2004.